# Corus cachani
Corus cachani là một loài bọ cánh cứng trong họ Cerambycidae.